# 1853 en science
| Années de la science : 1850 - 1851 - 1852 - 1853 - 1854 - 1855 - 1856    |
| Décennies de la science : 1820 - 1830 - 1840 - 1850 - 1860 - 1870 - 1880 |

Cet article présente les faits marquants de l'année 1853 en science.

## Événements
- 24 janvier : Augustin Louis Cauchy développe la notion d'espace vectoriel dans un article : Sur les clefs algébriques  présenté à l'Académie des sciences[1].

- 17 mars : Claude Bernard soutient sa thèse devant la Faculté des sciences de Paris intitulée Recherches sur une nouvelle fonction du foie considéré comme organe producteur de matières sucrées chez l'homme et les animaux, dans laquelle il décrit la fonction glycogénétique du foie[2].
- 18 mai, archéologie : découverte de la civilisation villanovienne au hameau de Villanova, près de Bologne, par le comte Giovanni Gozzadini[3] qui fouille 179 tombes à crémation et 14 à inhumation.
- 20 juin : Lejeune Dirichlet lit devant l'Académie des sciences de Berlin un article du mathématicien allemand Leopold Kronecker intitulé Mémoire sur les facteurs irréductibles de l'expression xn - 1 qui donne une première preuve du théorème de Kronecker-Weber[4]. Cette preuve est fausse, il faut encore un demi-siècle pour obtenir un résultat rigoureux.

- Découverte du site de Harappa en Inde par des ouvriers du chemin de fer qui en utilisent les briques pour constituer le ballast des voies de la ligne Lahore-Multan. L'archéologue britannique Alexander Cunningham fouille le site en 1853 et 1856[5].

### Sciences physiques

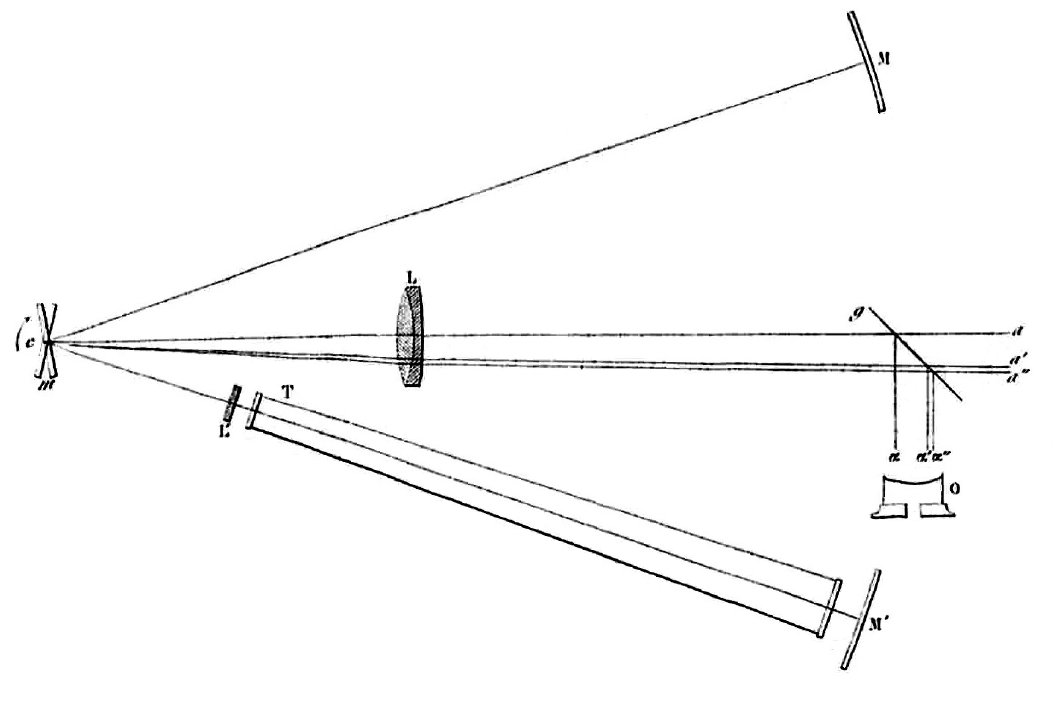
Illustration tirée de la thèse de Léon Foucault de 1853.

- 25 avril : Léon Foucault soutient sa thèse de doctorat és sciences physiques intitulée Sur les vitesses relatives de la lumière dans l'air et dans l'eau dans laquelle il démontre expérimentalement que la vitesse de la lumière est moindre dans l’eau que dans l’air, confirmant la théorie ondulatoire de la lumière[6].

- 31 juillet : l'hôpital public de Lwow est éclairé de lampes à pétrole mises au point par le pharmacien polonais Ignacy Łukasiewicz, qui utilisent le pétrole lampant (kérosène), obtenu par distillation du pétrole[7].
- 8 novembre : l'astronome britannique  John Russell Hind découvre  l'astéroïde Euterpe[8].

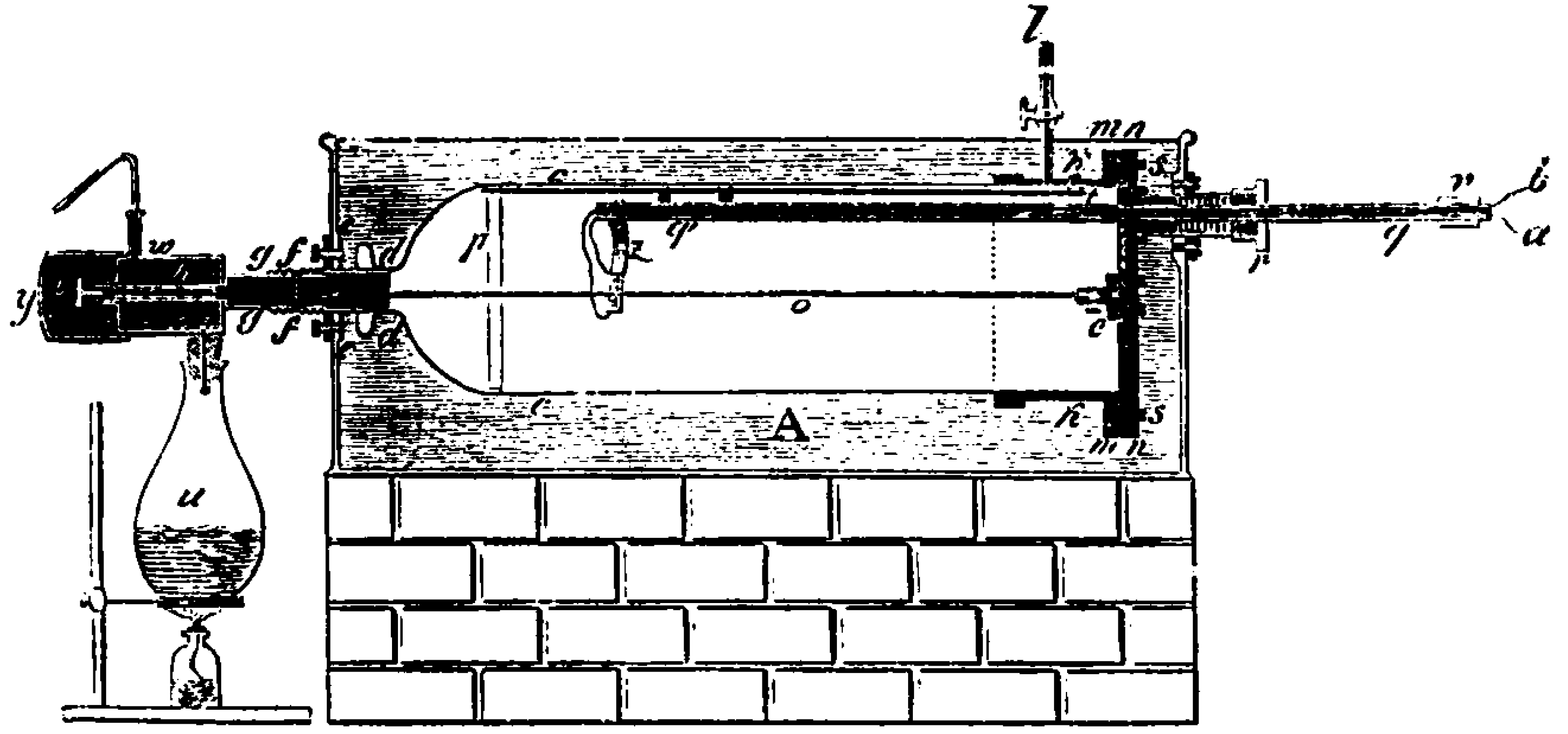
L'appareil utilisé dans l'expérience de Wiedemann et Franz en 1853.

- Les  physiciens allemands Gustav Heinrich Wiedemann et Rudolph Franz publient un Mémoire sur la conductibilité calorifique des métaux dans lequel ils développent la loi de Wiedemann et Franz qui stipule que, dans les métaux, le rapport de la conductivité thermique à la conductivité électrique est directement proportionnel à la température[9].
- Première synthèse de l’acide acétylsalicylique (aspirine) par le français Charles Gerhardt chimiste strasbourgeois[10].

- Le chimiste danois Julius Thomsen obtient un brevet pour la décomposition de la cryolite par l'oxyde de calcium pour obtenir du carbonate de sodium. Il obtient un privilège d'exploitation des mines d'Ivittuut au Groenland et ouvre une usine près de Copenhague en 1858[11].
- John Francis Campbell met au point le premier héliographe, perfectionné en 1879, dit « héliographe de Campbell-Stokes »[12].

## Publications
- Anton de Bary : Untersuchungen über die Brandpilze und die durch sie verursachten Krankheiten der Pflanzen mit Rücksicht auf das Getreide und andere Nutzpflanzen, première étude démontrant que les champignons de la rouille et du charbon provoquent des maladies des plantes.
- Alfred Russel Wallace : A Narrative of Travels on the Amazon and Rio Negro .
- Jakob Steiner : Combinatorische Aufgabe , dans le Journal de Crelle, une note sur le système de Steiner.
- Antonio Targioni Tozzetti : Cenni storici sulla introduzione di varie piante nell'agricoltura ed orticoltura toscana | (it) Lire en ligne sur le site Open Library.

## Prix
- Médailles de la Royal Society
  - médaille Copley : Heinrich Wilhelm Dove
  - Médaille royale : John Tyndall et Charles Darwin

- Médailles de la Geological Society of London
  - médaille Wollaston : Édouard de Verneuil et Adolphe d'Archiac

## Naissances

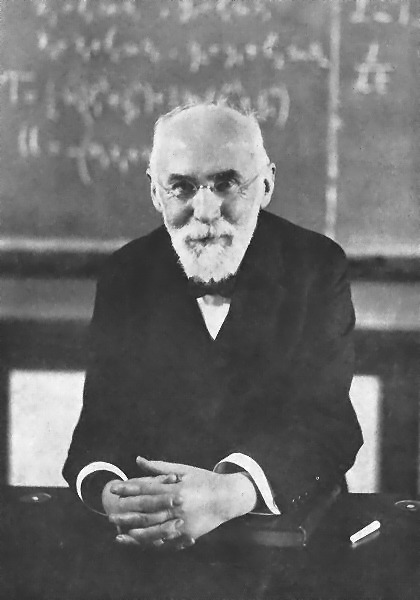
Hendrik Lorentz

- 12 janvier : Emil Rudolph (mort en 1915), sismologue et volcanologue allemand, professeur de géophysique à l'université de Strasbourg.
- 29 janvier : Shibasaburo Kitasato (mort en 1931), médecin et bactériologiste japonais.
- 7 février : Pietro Romualdo Pirotta (mort en 1936), naturaliste italien.
- 8 février : Georg Liebscher (mort en 1896), agronome allemand.
- 7 mai : Arthur Henry Shakespeare Lucas (mort en 1936), naturaliste australien d’origine britannique.
- 3 juin : William Matthew Flinders Petrie (mort en 1942), égyptologue anglais.
- 4 juillet : Ernst Otto Beckmann (mort en 1923), chimiste allemand.
- 18 juillet : Hendrik Lorentz (mort en 1928), physicien néerlandais, prix Nobel de physique en 1902.
- 24 juillet : Henri Deslandres (mort en 1948), astronome français.
- 7 août : Arthur Michael (mort en 1942), chimiste organicien américain.
- 21 août : Henry Wellcome (mort en 1936), industriel en pharmacie britannique à l'origine du Wellcome Trust.
- 2 septembre
  - Ferdinand Karsch (mort en 1936), entomologiste et anthropologue allemand.
  - Wilhelm Ostwald (mort en 1932), chimiste germano-balte, prix Nobel de chimie en 1909.
- 21 septembre : Heike Kamerlingh Onnes (mort en 1926), physicien néerlandais, prix Nobel de physique en 1913.
- 25 septembre : Josef Herzig (mort en 1924), chimiste autrichien.
- 24 octobre : Barton Warren Evermann (mort en 1932), ichtyologiste américain.
- 1er novembre : Stéphane Leduc (mort en 1939), biologiste et chimiste français.
- 12 décembre : William Hillebrand (mort en 1925), chimiste allemand.
- 17 décembre : Émile Roux (mort en 1933), médecin français (sérum antidiphtérique).
- 22 décembre : Evgraf Fedorov (mort en 1919), mathématicien, cristallographe et minéralogiste russe.
- 26 décembre : Wilhelm Dörpfeld (mort en 1940), architecte allemand, connu pour sa contribution à l'archéologie mycénienne et classique.

## Décès

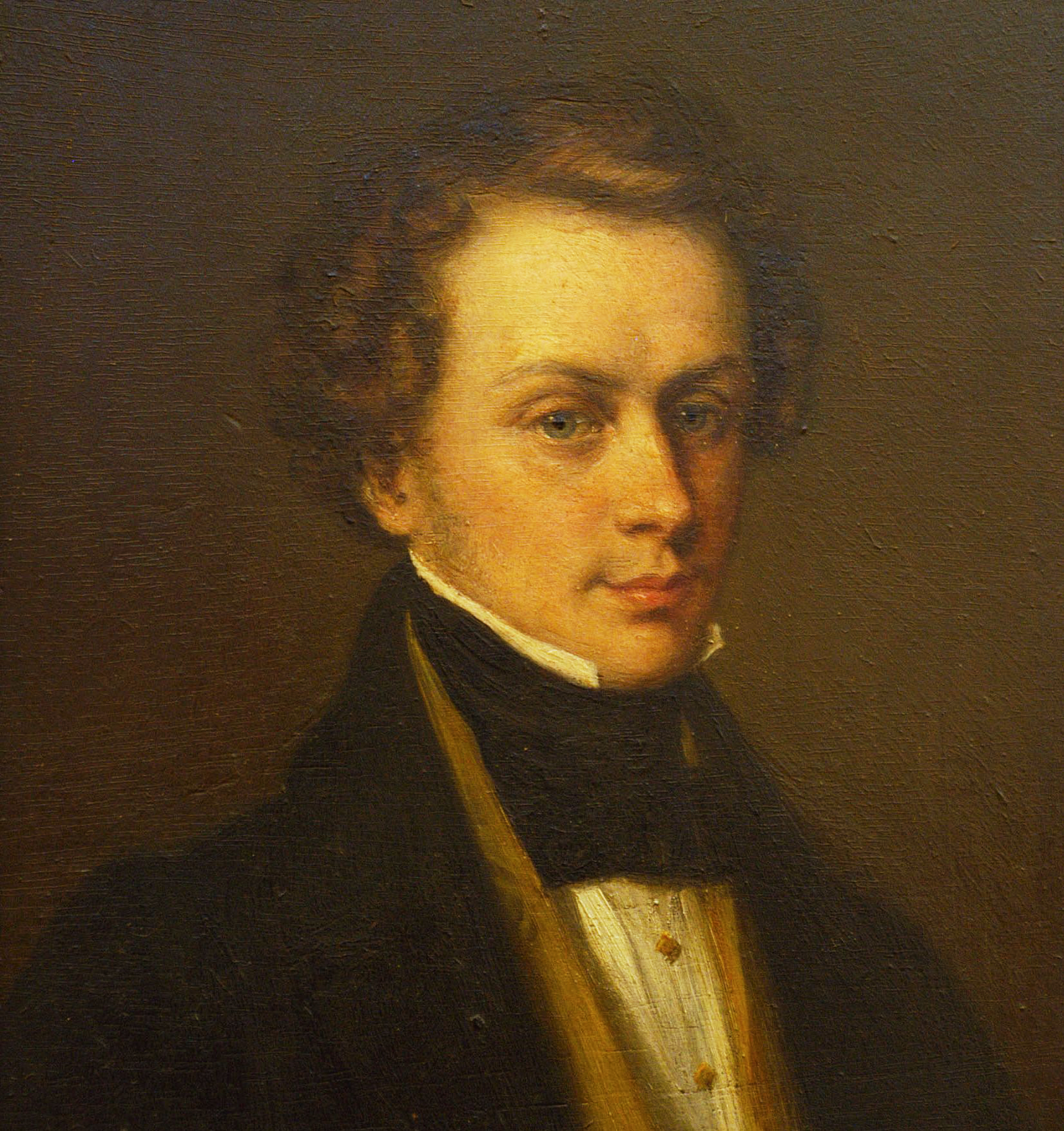
Christian Doppler

- 4 mars : Leopold von Buch (né en 1774), géologue allemand.
- 12 mars : Mathieu Orfila (né en 1787), médecin et chimiste français, d'origine espagnole.
- 17 mars : Christian Doppler (né en 1803), mathématicien et physicien autrichien.
- 28 mars : Sébastien Bottin (né en 1764), administrateur et statisticien français.
- 13 avril : Leopold Gmelin (né en 1788), chimiste allemand.
- 15 avril : Auguste Laurent (né en 1807), chimiste français.
- 20 avril : Lewis Caleb Beck (né en 1798), chimiste et botaniste américain.
- 8 juin : Richard William Howard Vyse (né en 1784), militaire et anthropologue britannique.
- 29 juin : Adrien de Jussieu (né en 1797), botaniste français.
- 26 juillet : Charles de Gerville (né en 1769), érudit, historien, naturaliste et archéologue français.
- 9 août : Josef Hoëné-Wronski (né en 1776), philosophe et scientifique polonais.
- 14 septembre : Hugh Edwin Strickland (né en 1811), ornithologue et géologue britannique.
- 30 septembre : Auguste de Saint-Hilaire (né en 1779), botaniste et explorateur français.
- 2 octobre : François Arago (né en 1786), astronome, physicien et homme politique français.